# Onthophagus fodiens
Onthophagus fodiens är en skalbaggsart som beskrevs av Waterhouse 1875. Onthophagus fodiens ingår i släktet Onthophagus och familjen bladhorningar. Inga underarter finns listade i Catalogue of Life.